# Kloster Devenish

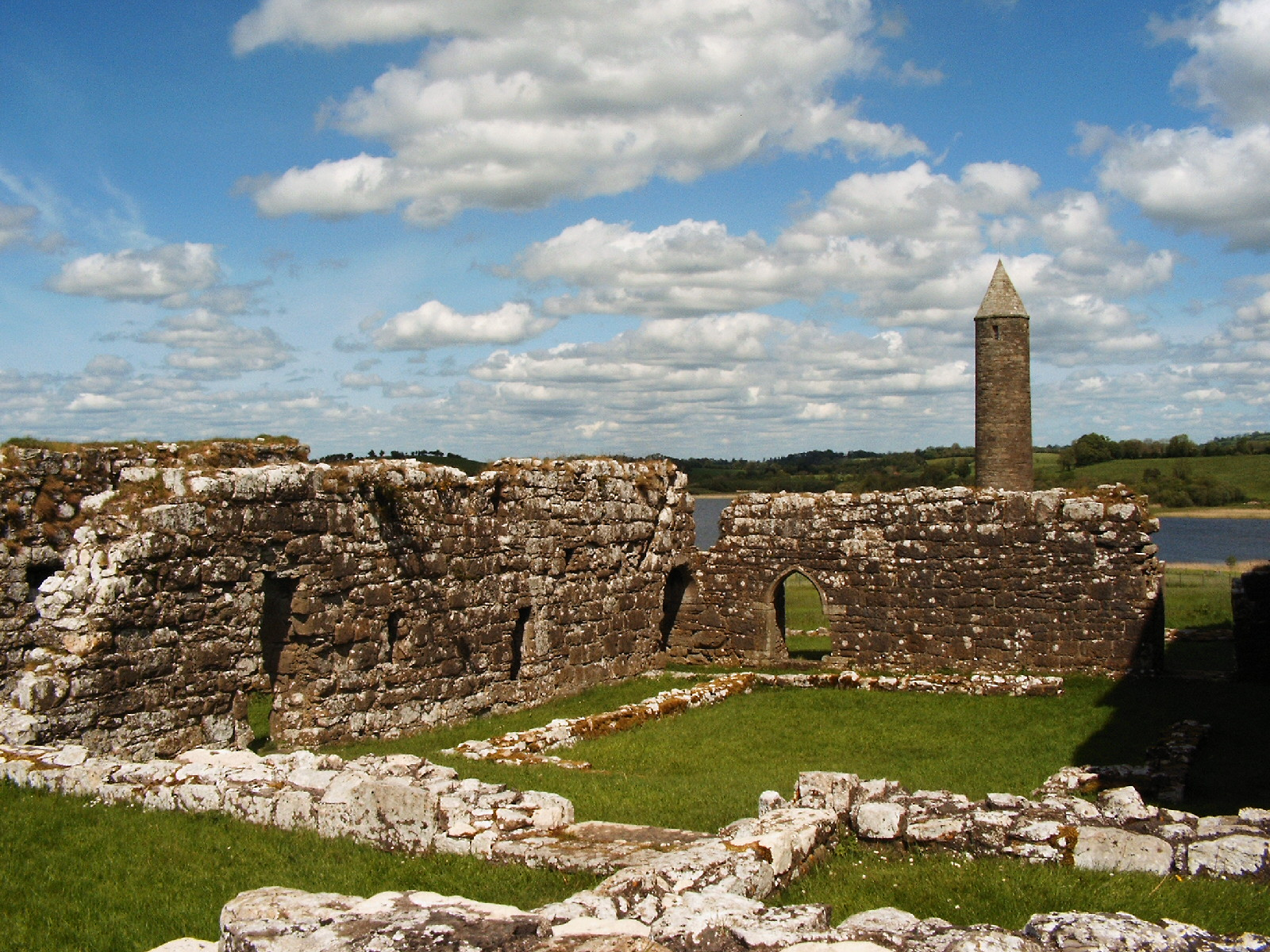
Die Ruinen auf Devenish

Das Kloster Devenish (auch Devinish; irisch Daimhinis, deutsch Ochseninsel) war ein Kloster auf der Insel Devenish im Lower Lough Erne im County Fermanagh in Nordirland. Man gelangt mit der kleinen Fähre von „Trory Point“, etwa 6,6 km nördlich von Enniskillen auf die Insel.

## Geschichte
Das im 6. Jahrhundert durch den heiligen Laisrén mac Nad Froích (auch „St. Molaise“ genannt) gegründete Kloster auf Devenish war das wichtigste unter den Inselklöstern im Lough Erne. Der um 800 n. Chr. gegründete Orden der Culdeer soll auf Devenish vertreten gewesen sein, es haben sich aber keine Relikte aus dieser Zeit erhalten. Das Kloster wurde 837 von Wikingern überfallen und im Jahre 1157 bei inneririschen Auseinandersetzungen verbrannt. Im Mittelalter wurde es als Augustiner-Stift wieder aufgebaut.
Hier befindet sich auch das (nicht mehr lokalisierbare) Grab des Irischen Bischofs und Militärführers Herber McMahon, der nach der verlorenen Schlacht von Scarrifholis am 17. September 1650 erhängt und enthauptet wurde, sein Kopf wurde aufgespießt auf Enniskillen Castle ausgestellt. Sein Körper wurde von Katholiken auf Devenish Island beigesetzt.
Eine frühkirchliche Einfriedung aus niedrigen Erdwällen auf dem Hang umschließt den Komplex. Zu den frühesten Gebäuden gehört das „Haus von St. Molaise“ (eine sehr kleine Kirche) aus dem 12. Jahrhundert und mit romanischem Dekor versehen. „Teampull Mór“, die niedriger gelegene Kirche, mit schön geformtem Südfenster, stammt vom Anfang des 13. Jahrhunderts. Sie wurde etwa um 1300 im Osten erweitert. Spätere Erweiterungen folgen durch den Nordflügel und die „Maguire-Kapelle“ im Süden mit Wappentafeln aus dem 17. Jahrhundert. Die „St. Marys Priory“ der Augustiner-Chorherren mit Kirche, Turm und dem kleinen Nordkloster auf dem Hügel stammt aus der Mitte des 15. oder dem frühen 16. Jahrhundert. Auf ihrem Friedhof steht ein kompliziertes Hochkreuz aus der Mitte des 15. Jahrhunderts. Im örtlichen Museum (erbaut 1976–1978) sind viele der losen Steine in ihrem historischen Zusammenhang gezeigt. In der Außenanlage befindet sich ein Bullaun.

## Die Rundtürme
Zu der Anlage gehört ein vollständig erhaltener Rundturm aus dem 12. Jahrhundert (er wurde in Annalen 1176 erwähnt). Er ist damit eines der frühesten Gebäude der Klosteranlage.
Der Turm ist 25 m hoch und hat an der Basis einen Durchmesser von 4,82 m. Die Türöffnung beginnt (wie bei Rundtürmen üblich), in einer Höhe von 2,60 m. Sie hat einen Rundbogen aus drei gleichmäßig behauenen Steinen als Sturz. Der ganze Turm gehört durch die sorgfältige Ausführung zu den herausragenden Exemplaren.
Er ist für die Öffentlichkeit geöffnet und kann bis zur Turmspitze erklommen werden. Dort befinden sich vier Fenster. Oberhalb davon ist das verzierte Gesims. Hier befinden sich die steinernen Skulpturen von vier Köpfen. Diese sollen entweder die irischen Heiligen Patrick, Columban, Molaise und Brigid oder die Apostel Matthäus, Markus, Lukas und Johannes darstellen.
Unmittelbar nördlich des Turms wurde 1970 das Fundament eines weiteren Turms gefunden. Es ist 50 cm hoch und hat einen Durchmesser von 5 m. Vermutlich war er älter und stürzte ein oder wurde abgerissen, als der jetzt noch bestehende Turm gebaut wurde.